# Kriptofašizam
Kriptofašizam označava prikrivenu potporu ili prikriveno divljenje fašizmu. Pojam se rabi u situacijama kad osoba ili grupa ljudi prikriva tu podršku ili divljenje kako bi izbjegla politički progon ili političko samoubojstvo. Osoba koja izražava potporu fašizmu na takav način naziva se "kriptofašist".

## Etimologija
U raspravi koja se odvijala na američkom televizijskom kanalu ABC tijekom Demokratske nacionalne konvencije 1968. Gore Vidal nazvao je Williama F. Buckleyja "kriptonacistom", no naknadno je rekao da se pogrešno izrazio i da je namjeravao reći "kriptofašist". Međutim, taj se pojam pojavio pet godina prije u knjizi sociologa Theodora Adorna "Der getreue Korrepetitor" ("Vjerni korepetitor"). Adorno se poslužio izrazom "kriptofašizam" već 1937. u pismu koje je napisao Walteru Benjaminu. U tom se pismu taj pojam ne vezuje uz prikrivenu podršku ili divljenje fašizmu, nego se odnosi na osobu koja je nedovoljno svjesna toga da izražava takve stavove.(p212)

## Uporaba
Izrazom se poslužio njemački dobitnik Nobelove nagrade Heinrich Böll u eseju Will Ulrike Gnade oder freies Geleit? iz 1972.; u njemu je oštro kritizirao reportažu tabloida  Bild o ljevičarskoj terorističkoj organizaciji Baader-Meinhof. Izjavio je da ono što Bild čini "[v]iše nije kriptofašistički. [N]ije više fašistoidno, to je ogoljen fašizam. Huškanje, laži, nečistoća."